# Charles François I. de Montmorency-Luxembourg
Charles François I. Frédéric de Montmorency (* 22. Februar 1662; † 4. August 1726) war ein französischer Adliger und General.

## Leben
Charles François I. Frédéric de Montmorency ist der älteste Sohn von François-Henri de Montmorency-Luxembourg, Duc de Piney-Luxembourg († 1695), und Madeleine de Clermont-Tonnerre, Duchesse de Luxembourg et de Piney, Princesse de Tingry († 1701)
Er wurde 1688 zum Herzog von Beaufort ernannt, der Titel wurde 1689 in Herzog von Beaufort-Montmorency umbenannt. Am 6. Mai 1691 wurde er Lieutenant-général und Gouverneur der Normandie als Nachfolger seines Vaters der drei Tage zuvor ernannt und zugunsten seines Sohnes zurückgetreten war. Ab 1695 war er der 2. Duc de Piney de Luxembourg, Prince d'Aigremont et de Tingry, Comte de Bouteville, de Dangu et de Laslé etc.
Als Militär wurde er bis zum Lieutenant général des armées befördert, aber nicht zum Marschall von Frankreich. Auch wurde er erst am 3. Juni 1724 in den Orden vom Heiligen Geist aufgenommen.
Charles François II. de Montmorency-Luxembourg starb am 4. August 1726 und wurde im Kapuzinerkonvent Paris bestattet. Sein Sohn Charles François II. de Montmorency-Luxembourg wurde sein Nachfolger.

## Ehe und Nachkommen
Charles François I. Frédéric de Montmorency heiratete am 28. August 1686 Marie Anne d’Albert de Luynes († 17. September 1694), Tochter von Charles Honoré d’Albert, Herzog von Chevreuse, Herzog von Luynes, Pair von Frankreich, Gouverneur von Guyenne, und Jeanne Marie Colbert, der Enkelin von Jean-Baptiste Colbert, marquis de Seignelay, dem Minister Ludwigs XIV. Ihre Kinder sind:
- Marie-Henriette (29. Januar 1692 – 11. Februar 1696)
- François († 15 Monate alt)[2]

Per Ehevertrag vom 14. Februar 1696 heiratete er Marie Gilonne Gillier († 15. September 1709 in Rouen), Tochter von René Gillier de Clérambault, Marquis de Clérambault et de Marmande (1614–1713), und Marie Le Loup de Bellenave. Ihre Kinder sind:
- Marie Renée de Montmorency Luxembourg (* 21. Juli 1697); ⚭ 15. April 1716 Louis François Anne de Neufville, Duc de Retz, 1734 4. Duc de Villeroy, Pair de France († 1766)
- Charles François II. (3. Dezember 1702 – 18. Mai 1764), 1726 3. Duc de Piney-Luxembourg, Pair de France, Prince d’Aigremont, Comte de Bouteville etc., Gouverneur der Normandie, 1757 Marschall von Frankreich; ⚭ (1) 9. Januar 1724 Marie Sophie Émilie Honorate Colbert, Marquise de Seignelay, Comtesse de Tancarville etc. († 29. September 1747), Erbtochter von Marie Jean-Baptiste Colbert, Marquis de Seignelay, und Marie Louise Mauritia Prinzessin von Fürstenberg; ⚭ (2) 29. Juni 1750 Marie-Madeleine Angélique de Neufville de Villeroy (* Oktober 1707), Tochter von Louis Nicolas de Neufville, 3. Duc de Villeroy, Pair de France, Witwe von Joseph Marie, Duc de Boufflers, Pair de France
- Françoise Gillonne (* 1. Juli 1704); ⚭ 29. Oktober 1722[3] Louis de Pardaillan de Gondrin, 2. Duc d’Antin, Pair de France, Gouverneur de l'Orléanais († 9. Dezember 1743)
- Anne (2. Januar 1707 – Januar 1741 in Toulon), Comte de Ligny, Maréchal de camp
- 2 Söhne und 1 Tochter († klein)